# Revolutionära kommandorådet

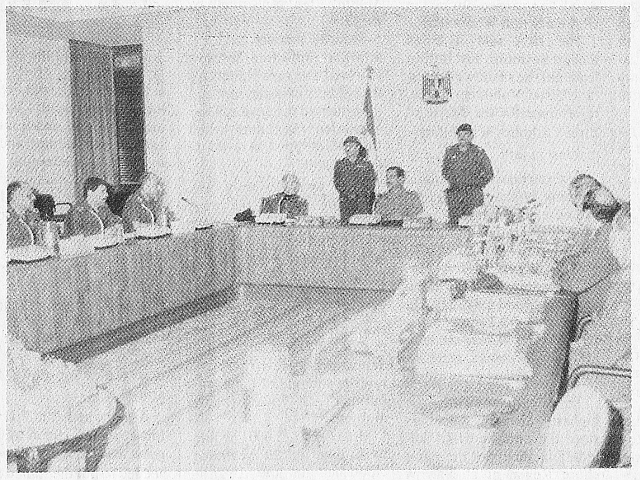
Rådets möte i Bagdad, 16 juni 1988. Ordförande 1979-2003 var Saddam Hussein.

Revolutionära kommandorådet (arabiska: مجلس قيادة الثورة) var ett konstitutionellt organ i Irak 1968-2003 som hade i uppdrag att dirigera samtliga övriga verkställande och lagstiftande institutioner i landet. I realiteten fungerade det som det högsta beslutsfattande organet i samtliga politiska frågor. Rådet avskaffades efter USA:s invasion av Irak 2003.
Liknande revolutionära kommandoråd upprättades i ett flertal övriga arabstater, bland annat i Egypten mellan 1952 och 1954, i Libyen i samband med revolutionen 1969 och i Sudan, där det under Omar al-Bashirs ledning innehöll makten i landet från 1989 till 1993.

## Historia
Grunden till rådet lades redan efter militärkuppen i Irak 1958 då en grupp officerare under den nationalistiske generalen Abd al-Karim Qasim och  Irakiska kommunistpartiet tog makten och avskaffade monarkin. Idén var att säkerställa att civila ämbetsmän inte skulle kunna få högre ställning än officerare genom att bilda ett exklusivt revolutionsråd. I februari 1963 genomfördes en ny kupp där en koalition ledd av Baathpartiet tog makten. Partiet koncentrerade den politiska makten i ett nytt organ, Nationella revolutionära kommandorådet, vars ordförande blev överste Abdul Salam Arif. Interna stridigheter mellan irakiska nationalister och sympatisörer med Nassers panarabism resulterade i ännu en kupp i november 1963 där Arif rensade ut Baathpartiet till fördel för det panarabiska Arabiska socialistiska unionen varpå Nationella revolutionära kommandorådet löstes upp. 1968 genomfördes en kupp av Baathpartiet som ledde till att Ahmed Hassan al-Bakr kom till makten och ett nytt statsorgan kallat Revolutionära kommandorådet bildades. En provisorisk författning antogs 1970 som gav lagstiftande befogenheter till den folkvalda Nationalförsamlingen, men rådet fick rätt att lägga veto mot alla lagar. Dessutom gavs rådet en rad andra befogenheter inklusive rätt att stifta lagar helt oberoende av parlamentet, förklara krig och fred, godkänna statsbudgeten, ratificera internationella fördrag, behandla frågor gällande nationell säkerhet mm. Först efter att Saddam Hussein kom till makten 1979 började rådet att förlora inflytande då alla spår av kollektivt beslutsfattande försvann och makten koncentrerades exklusivt i händerna på dess ordförande.
Revolutionära kommandorådet var ett av de statsorgan som löstes upp på order av den amerikanska ockupationsadministratören Paul Bremer den 23 maj 2003.

## Sammansättning och befogenheter
Alla beslut i Revolutionära kommandorådet fattades med två tredjedelars majoritet. Rådet valde en ordinarie och ställföreträdande ordförande som ex officio blev Iraks president respektive vicepresident. Presidenten utsåg regeringen, ledd av en premiärminister, en post som med undantag av perioden 1991-1994 sammanföll med ämbetet som president. Nationalförsamlingens befogenheter att stifta lagar definierades av rådet och endast rådet, med 2/3 kvalificerad majoritet, hade rätt att genomföra grundlagsändringar. Regeringen var ansvarig inför rådet och inte parlamentet.
Ledamöter i Revolutionära kommandorådet var endast ansvariga inför rådet och kunde entledigas om minst två tredjedelar röstade för. Ledamöter i rådet, ställföreträdare för presidenten och ministrar i regeringen kunde också ställas inför rätta i en specialdomstol på order av rådet. Från 1977 utsågs som praxis alla medlemmar i Baathpartiets högsta ledning också till Revolutionära kommandorådet vilket förstärkte den parallella maktstrukturen som band samman partiet med staten. Procedurregler för rådsmöten och beslutsfattande bestämdes inte av ett oberoende organ utan av rådet själv och rådet kunde också tillfälligt överföra befogenheter till ordföranden. 